# 카이호
카이호 경 CMG JP                   (중국어: 何啟; 1859년 3월 21일 – 1914년 7월 21일), 흔히 카이 호 카이 경으로 알려졌으며 호 산카이(何神啟)로 태어났다. 그는 홍콩의 법정 변호사이자 의사, 그리고 영국령 홍콩의 수필가였다. 그는 홍콩 지역 사회와 영국 식민지 정부 간의 관계에서 중요한 역할을 했다. 그는 개혁 운동의 지지자이자 훗날 중화민국의 국부로 불리게 되는 쑨원의 스승으로 기억된다. 홍콩의 옛 공항인 카이탁 공항은 그와 오택이 설립한 카이탁 토지 투자 회사(Kai Tack Land Investment Company Limited)가 공항 부지를 매립하면서 그의 이름을 따서 명명되었다.

## 어린 시절
카이 호는 런던 전도회의 호푹통의 넷째 아들이자, 홍콩 최초의 중국인 법정 변호사이자 홍콩 입법회 최초의 중국인 의원이었고, 훗날 미국의 중국 영사가 된 우팅팡의 아내인 호미우링의 오빠이다.
1872년, 13세의 호는 영국 켄트주마게이트에 있는 팔머 하우스 학교에서 공부하기 위해 영국으로 보내졌다. 1875년 9월, 그는 애버딘 대학교에 등록했다. 1879년, 그는 MBCM 학위를 받고 성 토머스 병원에서 임상 훈련을 받았다. 그는 같은 해 애버딘 대학교를 졸업하고 최초의 자격을 갖춘 중국인 의사가 되었다. 그리고 나서 그는 링컨스 인에서 법을 공부했고 1881년에 변호사 자격을 취득했다.

## 경력

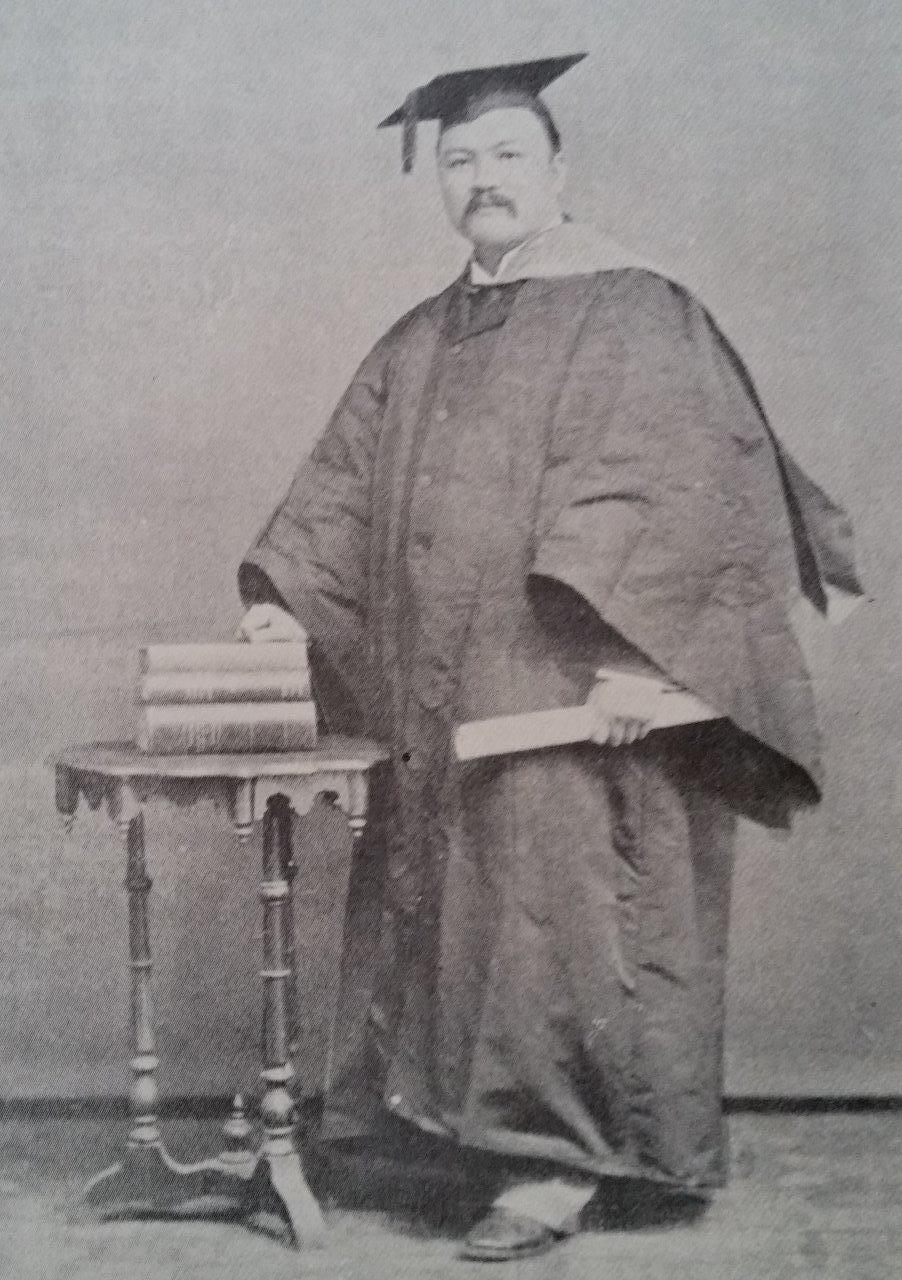
법복을 입은 졸업생 호

호는 1882년 초 홍콩으로 돌아와 홍콩 대학의 풍경을 바꾸는 일에 착수했다. 당시 중국 문화는 중의학을 매우 중요하게 여겼고, 19세기 말 중국인들은 서양 의학에 대해 대체로 회의적이었다. 호는 사람들의 수용을 얻었을 뿐만 아니라, 영국이 대중에게 오해될 수 있는 여러 보건 관련 시설을 가능하게 하는 데 도움을 주었다.
1887년, 중국인을 위한 홍콩 의과대학이 개설되었다. 그는 중의학 실무자들도 서양 의학에 중점을 둔 기관의 혜택을 받을 수 있도록 하는 이니셔티브를 만들었다. 이 대학은 나중에 1910년 홍콩 대학이 설립되는 기반이 되었다. 호는 평생 동안 쑨원과 중국의 만주족이 이끄는 청나라를 전복시키려는 그의 혁명을 적극적으로 지지했다. 양무운동에 대한 비판가였던 호는 중국이 입헌군주제를 발전시키기 위해 영국 체제를 따를 것을 옹호했다.
호의 지지를 보여주는 한 예는 1884년 프라야 폭동을 변호한 일인데, 이 폭동은 식민지 행정부에 의해 일하기를 거부했다는 의혹으로 기소되었다. 이 폭동은 쑨원이 혁명을 일으키겠다는 결심을 굳히게 된 사건이라고 말했다. 홍콩 입법회의 소수 비공식 의원으로서 그는 중국인에 대한 차별적인 법안에 제한을 가했다. 그는 1899년 제40장 중국인 소환 조례를 "계급 입법"이라고 비판하며 웨이아육(韋玉)과 함께 그 효력을 한 번에 2년으로 제한하는 데 성공했다.
그러나 1888년, 그는 자신이 선두 주자였던 중국 엘리트들의 재산 이익을 보호하기 위해 홍콩 공중위생 발전에 필수적인 단계가 되었을 공중위생 조례 통과에 강력히 반대했다.
호는 1902년에 세인트마이클앤드세인트조지 훈장의 동료가 되었고 1912년에 기사 작위를 받았다.
1912년, 호는 사위 오택과 사업 파트너십을 맺었다. 이 프로젝트는 카이탁 방파제(Kai Tak Bund)라고 명명되었으며, 주택 및 레크리에이션 부지를 매립하는 개발 프로젝트였지만, 나중에 실패하여 1924년에 청산되었다. 이 토지는 정부에 환수되었고, 나중에 비행 학교, 비행 클럽, 영국 왕립 해군 및 왕립 공군을 위한 비행장으로 사용되었으며, 최종적으로 세계적으로 유명한 카이탁 국제공항이 되었다.
그의 여동생 호미우링을 통해 그는 중화민국에서 외교부장과 미국 대사를 지낸 우차오수의 외삼촌이었다.

### 추가 직책
호는 위생위원회 위원이자 치안 판사였다. 1895년 5월, 그는 퀸스 칼리지의 이사회에 임시로 임명되었다.
호는 또한 1894년 홍콩 페스트, 앨리스 메모리얼 병원 설립, 보량국 설립을 포함한 초기 홍콩 개발의 여러 측면에서 핵심적인 역할을 했다.

## 개인 생활
아마도 최초의 영중 혼인이었을 것으로 보이는 결혼에서, 호는 블랙히스의 존 워크든의 장녀인 앨리스 워크든(1852년 2월 3일 – 1884년 6월 8일)과 결혼했다. 결혼식은 1881년 12월 13일 런던 어퍼 노우드의 성 오빈 회중 교회에서 열렸다. 부부는 호의 학업을 마친 후 홍콩으로 돌아왔고, 워크든은 딸을 낳았다. 워크든은 나중에 1884년 홍콩에서 장티푸스로 사망했으며, 딸은 친척들에 의해 양육되기 위해 영국으로 보내졌다. 딸은 젊은 나이에 사망했으며 결혼하지 않았다. 앨리스는 영국인이었다.
카이 호는 나중에 릴리 라이 육-힝(d. 1945)과 결혼했다. 부부는 17명의 자녀를 두었다.
앨리스 호미우링 네더솔 병원은 그의 아내 앨리스와 여동생 호미우링의 이름을 따서 명명되었다.

## 사망
호는 1914년에 사망하여 첫 번째 아내 앨리스 옆 홍콩 해피밸리 공동묘지에 묻혔다. 여러 사업 프로젝트의 실패와 건강 악화로 인해 그는 유언 없이 막대한 빚을 남기고 사망하여 가족을 궁핍하게 만들었다.

## 추가 자료
- Choa, G. H. (2000) .The Life and Times of Sir Kai Ho Kai, Chinese University Press ISBN 962-201-873-4

| 홍콩 입법회  | 홍콩 입법회                       | 홍콩 입법회   |
| ------------ | --------------------------------- | ------------- |
| 이전 웡싱    | 중국인 비공식 의원 1890–1914      | 이후 라우추팍 |
| 이전 웡싱    | 선임 중국인 비공식 의원 1890–1914 | 이후 웨이욱   |
| 이전 폴 채터 | 선임 비공식 의원 1906–1914        | 이후 웨이욱   |